# Загорка Гавриловић
Загорка Гавриловић (Београд, 21. август 1926 – Нотингем, 19. јануар 2009) била је српски историчар уметности.

## Биографија

### Образовање
Рођена је и одрасла у Београду, где је и започела школовање. Основно академско образовање стекла је у Београду, дипломиравши 1949. на историји српске средњовековне и византијске уметности код С. Радојчића и Г. Острогорског. Две године касније добија стипендију за последипломске студије и наставља усавршавање у Паризу, код Андре Грабара на Практичној школи за напредне студије (École Pratique des Hautes Études). Студије у Француској утицаће на њену истраживачку методологију, која ће бити посвећена проучавању византијске иконографије и иконологије.

### Радна биографија
Након завршетка основних студија, две године је радила у Републичком заводу за заштиту споменика културе у Београду, 1950. изабрана је да води и тумачи велику Изложбу југословенске средњовековне уметности у Паризу. Због притиска комунистичке власти током изложбе, била је приморана да емигрира у Француску, где наставља усавршавање у Практичној школи за напредне студије. 
У Паризу је радила у Националном центру за научно истраживање (Centre National de Recherche Scientifique) на сређивању фотодокументације из Србије Габријела Мијеа. Несумњив је њен допринос у раду са проф. Анатолом Фроловим на издавању Мијеове фотографске грађе у вишетомном издању књиге La peinture du Moyen Âge en Yougoslavie (Paris 1954). Истовремено је била сарадница часописа Revue des Études Slaves. 
Боравак у Оксфорду и Лондону током 1952. године, због изучавања византијских рукописа, био је пресудан да се одлучи да промени место свог боравка и пресели се у Велику Британију. Од 70-их година до 2008. ради као независни истраживач у Центру за византијске, османске и модерне грчке студије у Бирмингему (Center for Byzantine, Ottoman and Modern Greek Studies, University of Birmingham), а од 80-их је научни сарадник у Институту за напредно истраживање у хуманистичким и друштвеним наукама (The Institute of Advanced Research in the Humanities and Social Sciences, University of Birmingham). Године 2002. постала је научни сарадник Института за средњовековне студије на Универзитету у Нотингему (Institute for Medieval Studies). Држала је предавања на универзитетима у Ирској (Trinity College и University College у Даблину) и Северној Ирској (Queen's University у Белфасту).

### Научна достигнућа
Поштујући интердисциплинарни принцип, ерудита, добар познавалац теологије, средњовековне књижевности, иконографије и средњовековне ликовне културе, Г. је оставила важне научне радове посвећене проучавању византијске иконографије и повезаности слике и српске средњовековне владарске идеологије. Своје радове објединила је у књизи Studies in Byzantine and Serbian Medieval Art (London 2001). 
Заједно са колегама из Републичког завода за заштиту споменика културе Србије у Институту за напредне архитектонске студије Универзитета у Јорку (Institute of Advanced Architectural Studies, University of York) организовала је изложбу Serbian Orthodox Heritage in Croatia на којој је представљено страдање православних споменика у Хрватској. Својим научноистраживачким радом оставила је неизбрисив траг у познавању византијске и српске средњовековне уметности и културе у оквирима европске науке. Од 30.10.2003. била је члан САНУ ван њеног радног састава у Одељењу историјских наука.

### Области интересовања
Важно поље њених интересовања биле су женске студије, посебно улога владарки у византијском духовном животу и женским светитељским култовима, пре свега Св. Недеље. Њен пионирски рад представља студија о улози жена у српској средњовековној политици и дипломатији почетком османске владавине на Балкану. Током 90-их година посветила се објективном приказивању Србије у британској јавности.